# Emma Landseer
Emma Landseer, verheiratete Emma Mackenzie, auch Emma McKenzie (* 1809 in London; † 1895) war eine britische Malerin. 

## Leben und Werk

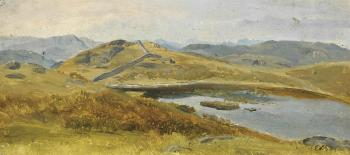
Emma Landseer, Landschaft, 1844

Emma Landseer entstammte einer Künstlerfamilie. Ihr Vater war der Maler und Kupferstecher John Landseer (1769–1852), ihre Geschwister Thomas (1793–1880), Charles (1799–1879), Edwin (1802–1873) und Jessica (1810–1880) waren ebenfalls Maler und Stecher. 

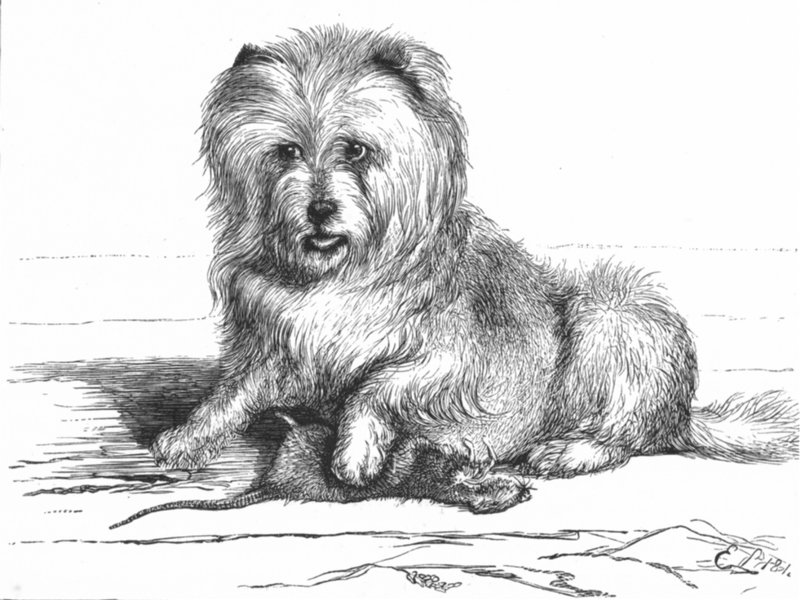
Emma Landseer: Vixen, 1881

Sie wirkte als Tier- und Landschaftsmalerin in London, später auch in Brighton. Gemeinsam mit ihrer Schwester Jessica führte sie dem Bruder Edwin den Haushalt und beerbte ihn als letzte Überlebende der Geschwister.
Zwischen 1840 und 1866 stellte Emma Landseer ihre Werke in der Royal Academy und bei der British Institution aus, erst unter ihrem Mädchen-, später unter ihrem Ehenamen. Emma signierte überdies auch als verheiratete Mackenzie gern mit „E L“, zum Ärger ihres Bruders Edwin, dessen Werke, unter anderem Hundebilder, sie kopierte.